# Scarlet Nexus
Scarlet Nexus — компьютерная игра в жанре экшн-РПГ, разработанная и изданная Bandai Namco Entertainment. Выпуск игры на Windows, PlayStation 4, PlayStation 5, Xbox One и Xbox Series X/S состоялся 25 июня 2021 года.

## Игровой процесс
Scarlet Nexus — экнш-РПГ от третьего лица. Игрок берёт на себя контроль одним из членов Отряда подавления Иных: Юито Сумераги или Касанэ Рэндалл. Их задание — защищать город Новую Химуку от созданий, известных как Иные. Бойцы экипированы различными видами оружия, такими как мечи, молоты, пистолеты, ножи и др. Однако как у Юито, так и у Касанэ есть способность к психокинезу, позволяющая им поднимать в воздух и сбрасывать на врагов различные объекты. Силы протагонистов могут быть усилены через «карту мозга», служащую для игры деревом умений. По мере продвижения игрока по сюжету он будет встречать различных членов отряда, помогающих ему в битве. Каждый компаньон обладает уникальными боевыми способностями, в дальнейшем они могут быть использованы протагонистом через способность «мозговая связь».

## Сюжет
Действие игры разворачивается в недалёком будущем альтернативной реальности, в которой человечество разрабатывает технологии с помощью экстрасенсорных возможностей мозга. Отряд подавления Иных (англ. The Other Suppression Force — OSF) набирает таких людей для защиты человечества от Иных (англ. The Others) — безмозглых монстров, спустившихся из Пояса Вымирания (англ. Extinction Belt). Однако реальная история мира игры сильно отличается от общеизвестной.

## Разработка
Игра разрабатывалась студией Bandai Namco Studios в Японии. Продюсером игры выступил Кэйта Иидзука, а руководителем проекта — Кэндзи Анабуки; оба ранее работали над серией Tales. По словам Иидзуки, термин «Scarlet Nexus» означает «красное соединение» или «красную связь»; таким образом, «объекты или люди, соединённые красными нитями, занимают значительную часть визуальной составляющей игры». Художник Масакадзу Ямасиро соединял органические формы жизни и механические элементы вместе для создания уникального дизайна для Иных — врагов протагониста. В игре Иные регулярно вторгаются на Землю, а человечество уже разработало систему, предсказавшее их появление. Руководитель игры Кендзи Анабуки сравнивает Иных со стихийным бедствием, с которым людям приходится сосуществовать. Учитывая тематику, сюжет и сеттинг игры, Bandai Namco называют Scarlet Nexus игрой жанра «брейнпанк».
Игра была впервые анонсирована на цифровом мероприятии «Xbox 20/20» компании Microsoft, прошедшем 7 мая 2020 года. Игра вышла на Windows, PlayStation 4, PlayStation 5, Xbox One и Xbox Series X/S в 25 июня 2021 года.

## Оценки прессы
| Сводный рейтинг       | Сводный рейтинг                                    |
| Агрегатор             | Оценка                                             |
| --------------------- | -------------------------------------------------- |
| Metacritic            | Windows: 79/100 PS4: 80/100 PS5: 80/100 XS: 76/100 |
| Иноязычные издания    |                                                    |
| Издание               | Оценка                                             |
| Destructoid           | 8/10                                               |
| Famitsu               | 34/40                                              |
| Game Informer         | 8,75/10                                            |
| GameSpot              | 7/10                                               |
| GamesRadar+           | 3,5/5                                              |
| IGN                   | 8/10                                               |
| Jeuxvideo.com         | 15/20                                              |
| PCGamesN              | 6/10                                               |
| VG247                 | 3/5                                                |
| Русскоязычные издания |                                                    |
| Издание               | Оценка                                             |
| 3DNews                | 8,0/10                                             |
| Riot Pixels           | 55 %                                               |
| «Игромания»           | Достойно                                           |
| «Игры Mail.ru»        | 8,0/10                                             |
| «НИМ»                 | 7,8/10                                             |

Игра была тепло встречена прессой, усреднённая оценка на сайте Metacritic составляет около 80 баллов из 100 возможных.